# 여릉군 (사람)
여릉군 이기(驪陵君 李圻, 1680년 6월 ∼ 1730년)는 조선의 왕족 종실이다.

## 생애

### 이력
그는 숙종 치세 시기이자 나이 6세 시절이던 1685년 여릉부정(驪陵副正)에 책봉되었으며 이듬해 1686년 여릉군(驪陵君)에 진봉된 이후 가덕대부(嘉德大夫)에 책록되어 경종·영조 때까지 왕족 종실 지위를 온온히 지내었지만 영조 치세 시기였던 1728년에는 갑작스레 이인좌의 난에 연루되어 경기도 포천에 유배되었다가 끝끝내 1730년 복주 처분되었다.

### 사후
고종 임금 때인 1864년 7월에 관작 작위가 복권되었다.